# Jateamento abrasivo
 Jateamento abrasivo (português brasileiro) ou decapagem com jato abrasivo (português europeu) ou muitas vezes simplesmente jateamento (português brasileiro) ou decapagem mecânica (português europeu) é uma operação de tratamento de superfícies que consiste em propulsionar um fluxo de material abrasivo contra uma superfície em alta velocidade, de maneira a erodir uma superfície, tornar rugosa uma superfície lisa, dar formas a uma superfície, remover os contaminantes de uma superfície ou martelar uma superfície metálica. O meio propulsor mais usado é o ar comprimido. Outro meio propulsor usado é a água.

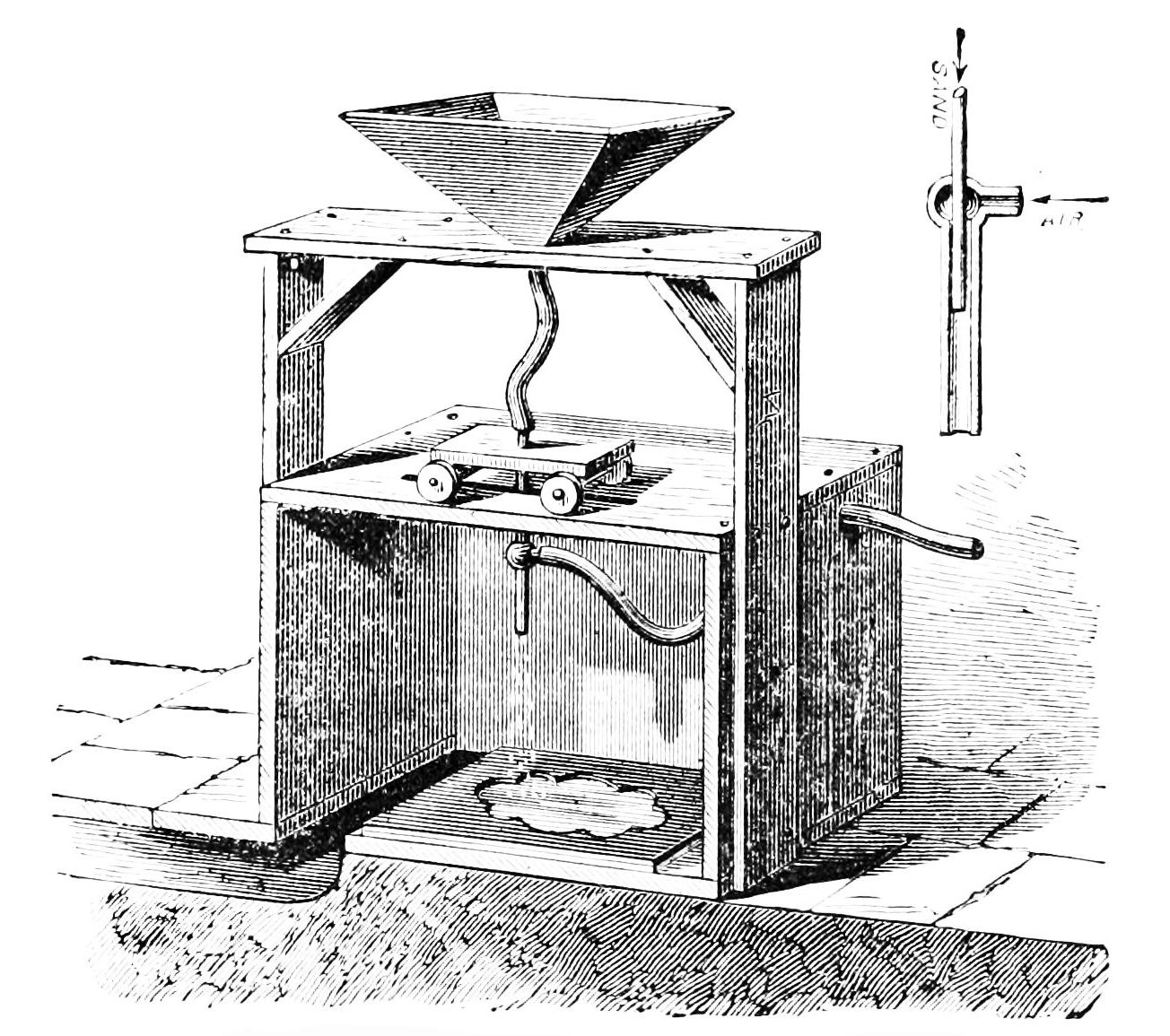
A primeira máquina de decapagem inventada por Benjamin Chew Tilghman

O primeiro processo de jateamento abrasivo foi patenteado pelo americano Benjamin Chew Tilghman em 18 de outubro de 1870 e servia para criar desenhos em pedras, sobretudo colocação de nomes em pedras tumulares.
Como método de preparação de superfícies apenas começou a ser usado a partir da década de 1930, tendo apenas se tornado como método padrão a partir da segunda guerra mundial, quando a marinha americana concluiu que a pintura de um navio possuía uma durabilidade muito maior se a superfície fosse  jateada (português brasileiro) ou decapada (português europeu) com jacto abrasivo. O jateamento abrasivo (português brasileiro) ou decapagem com jacto abrasivo (português europeu) é o método considerado mais eficiente e aquele que promove a melhor limpeza para posterior pintura em superfícies metálicas. Em certo tipo de revestimento (tintas ricas em zinco ou metalização) é mesmo o único método de limpeza de superfícies admissível.

## Abrasivos
O jateamento abrasivo (português brasileiro) ou decapagem com jacto abrasivo (português europeu) pode ser executado com vários tipos de abrasivos sob a forma granulada, os quais podem ser agrupados de acordo com a sua origem:
1. Abrasivos metálicos, que usualmente são chamados de granalha de aço.
2. Abrasivos não-metálicos, os quais se sub-dividem em:
  1. Minerais: são materiais retirados da natureza que não sofrem qualquer processamento, para além do esmagamento e peneiramento, como a areia de sílica, granada, olivina e dolomite.
  2. Sintéticos: são materiais transformados como o óxido de alumínio branco ou cinzento, carboneto de silício, escórias de cobre, níquel e ferro, contas de vidro.
  3. Orgânicos: são materiais de origem vegetal moídos como caroços de azeitona, caroços de cereja ou casca de noz.
3. Outros abrasivos: bicarbonato de sódio, gelo seco, plástico granulado.

## Equipamento

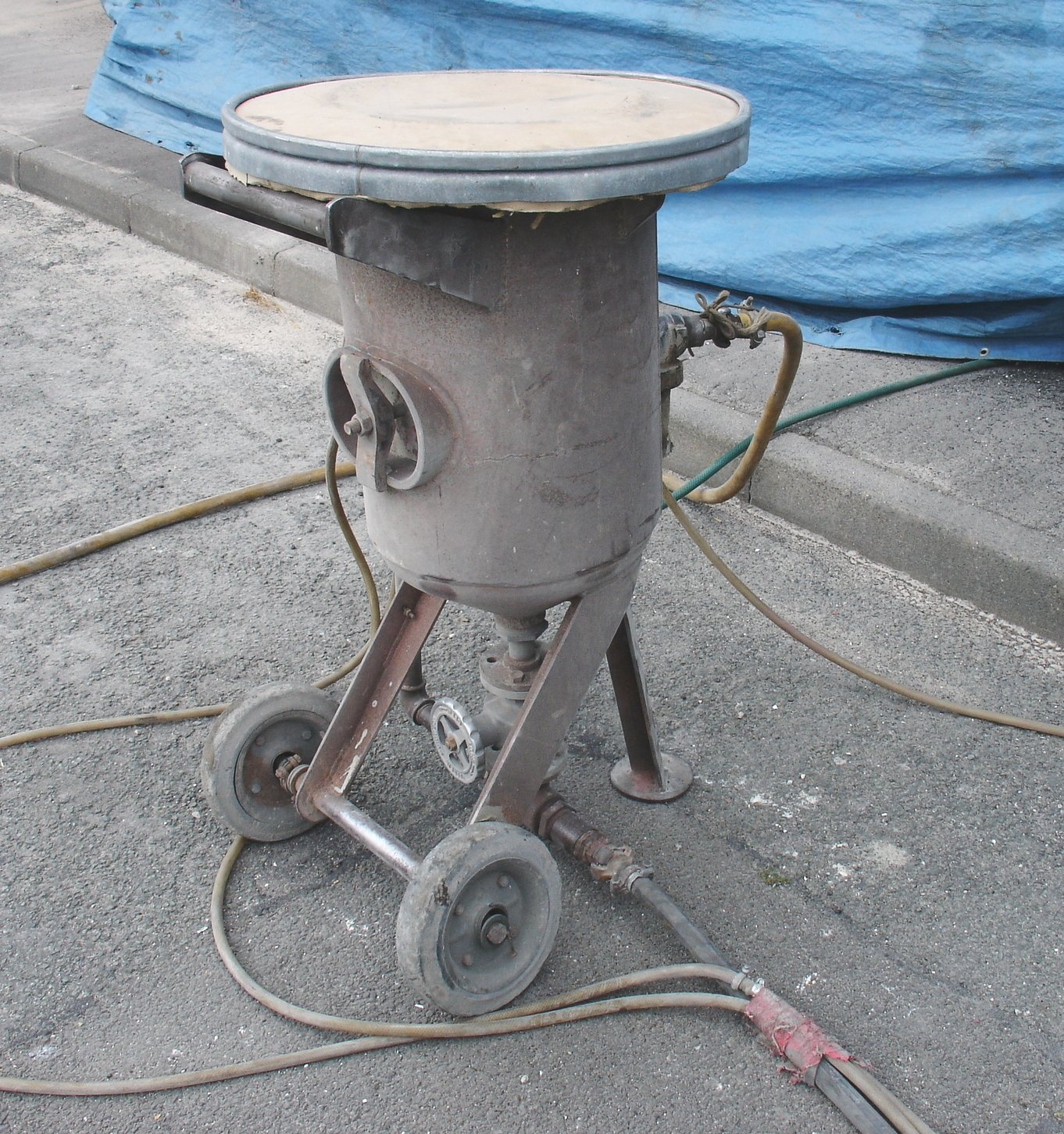
Cuba de decapagem.

### Decapagem manual
A decapagem manual necessita de um compressor para comprimir o ar, ao qual se liga uma cuba de decapagem que contém o abrasivo. Da cuba de decapagem sai a mangueira que está acoplada ao bico de decapagem, este é uma peça construída em Carboneto de Tungstênio que direcciona o fluxo e velocidade do jacto abrasivo. Neste tipo de operação o trabalhador terá que possuir os seguintes equipamentos de protecção:

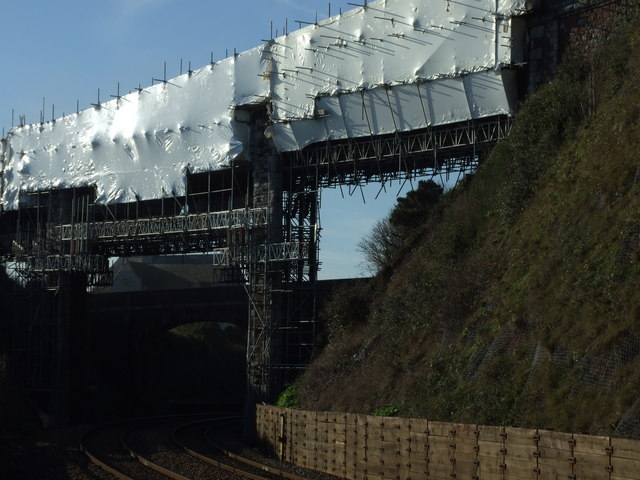
Ponte Eastcliff preparada para decapagem e pintura.

- Capacete integral com alimentação a pressão positiva de ar.
- Fato de protecção integral, o qual deverá ser em lona pesada quando se usa granalha de aço.
- Botas de protecção.
- Luvas de protecção.
- Protectores auriculares.
- Interruptor (comutador, dispositivo) de homem morto no bico de decapagem.

Dentro de um pavilhão de pintura, a operação é executada numa cabina com sistemas de ventilação e tratamento de poeiras e reciclagem de abrasivos. Quando se pretende executar esta operação numa estrutura ao ar livre (Ponte) ela terá que ser completamente envolvida em lona ou outro material similar de modo a impedir a contaminação do ar e dos solos com os resíduos da operação.

### Decapagem centrifuga

Turbina centrífuga de decapagem.

Na decapagem centrifuga a propulsão do abrasivo é feito com uma ou várias turbinas centrifugas que impulsionam o abrasivo contra a superfície a tratar. Este sistema foi inventado já no século XX pela empresa fundada por Benjamin Chew Tilghman. Este tipo de decapagem é usado em máquinas automáticas, sobretudo em linhas de decapagem e pintura automática com primário de espera de chapas de aço.

### Jato abrasivo úmido
Devido às restrições colocadas pelas autoridades, o jateamento abrasivo (português brasileiro) ou decapagem com jacto abrasivo (português europeu) ao ar livre está proibida ou fortemente limitada. De modo a eliminar o volume de poeiras libertadas por esta operação existem métodos de jateamento que adicionam água ao fluxo de abrasivo. Os resultados são em tudo idênticos ao jacto abrasivo seco, possuindo, no entanto, os seguintes inconvenientes:
- A superfície húmida gera corrosão instantânea assim que seca, pelo que é sempre necessário enxaguar com água doce com um inibidor de corrosão.
- Obriga à utilização de meios de contenção da água usada e seu tratamento, de modo a impedir a contaminação do ambiente.
- Não é adequada a sua utilização em estruturas com formas pronunciadas de modo a evitar a acumulação de abrasivo e água em zonas de difícil acesso.

## Outras aplicações
Jateamento abrasivo (português brasileiro) ou decapagem com jacto abrasivo (português europeu) é também usado para:
- Em moldes para a indústria de plásticos para criar texturas na superfície das peças.
- Acabamento de superfícies de vidro.
- Criação de desenhos em pedras.
- Inscrições tumulares.
- Limpeza e superfícies com massas lubrificantes compactas (usando gelo seco como abrasivo).
- Limpeza de calcário aderido a revestimento de piscinas (usando contas de vidro como abrasivo).